# Ostgermanische Sprachen
Die ostgermanischen Sprachen (bzw. kurz Ostgermanisch, Oder-Weichsel-Germanisch oder Illevionisch) bilden einen ausgestorbenen Sprachzweig der germanischen Sprachen. Keine der in diesem Zweig klassifizierten Sprachen wird heute noch als Muttersprache praktiziert. Die einzige ostgermanische Sprache, die aufgrund erhaltener Texte ausreichend überliefert ist, ist Gotisch.
Sprachen wie Vandalisch, Burgundisch und Krimgotisch werden neben anderen zu den ostgermanischen Sprachen gezählt. Bei Letzterer gibt es starke Indizien, dass sie noch bis ins 18. Jahrhundert auf der Krim Verwendung fand.

## Terminus „Ostgermanisch“
Die Bezeichnung „Ostgermanisch“ ist, wie Nord- und Westgermanisch, ein Neologismus aus dem 19. Jahrhundert. Das Präfix „Ost-“ bezieht sich dabei auf deren älteste bekannte Heimat östlich der Oder. Erstmals teilten die Philologen Karl Müllenhoff und Wilhelm Scherer die Germanen in West- und Ostgermanen ein. Den Terminus „Ostgermanen“ verwendeten sie als Überbegriff für die skandinavische (heute: nordgermanische) und gotische (heute: ostgermanische) Gruppe. Ferdinand Wrede schrieb 1886: „Wir sind gewohnt den Ausdruck ‚gotisch‘ allgemein für die Sprache des wandilischen Stammes anzuwenden, was jedenfalls ungenau ist“. Damit nahm er den von Plinius dem Älteren verwendeten Begriff „Wandilisch“ auf. In der Folgezeit setzte sich diese Begriffsbildung durch. Durch die zunehmend bevorzugte Dreiteilung des Germanischen verdrängte der Begriff „Ostgermanisch“ Anfang des 20. Jahrhunderts den Terminus „Wandilisch“. Für die nord- und ostgermanische Gruppe wurden später die Begriffe „Gotonordisch“ (Richard Loewe, 1922; Ernst Schwarz, 1951) oder „Nordostgermanisch“ gebraucht. Die heute üblichen Einteilungen des Germanischen basieren größtenteils auf der Fünfteilung von Friedrich Maurer (1942), der diese Gruppe als „Oder-Weichsel-Germanen“ beziehungsweise „Illevionen“ bezeichnete.

## Klassifizierung und Unterschiede
Mehrmals wurde versucht, das Ostgermanische mit den anderen germanischen Sprachzweigen in Verbindung zu bringen. Die Problematik bestand darin, dass die Sprachgruppen unterschiedliche Gemeinsamkeiten aufwiesen.

### Gemeinsamkeiten zwischen den Sprachzweigen

#### Gemeinsamkeiten des Nord- und Ostgermanischen
Zu den wichtigsten Gemeinsamkeiten des Gotischen und des Altnordischen gehört die Deklination im Nominativ durch Anhängung eines -s bzw. eines -r, z. B. got. dags, altnord. dagr „der Tag“. Ebenso erhielten die Nord- und Ostgermanen die Lautkombination -ggw- vom urgerm. *-ww- und das urgerm. *-jj entwickelte sich im Altnord. zu -ggj- und im Gotischen zu -ddj-. Daneben gibt es weitere morphologische Gemeinsamkeiten, wie z. B. 1. Sg. Opt. got. -au, -jau = altnord. -a, -ja.

#### Gemeinsamkeiten des Nord- und Westgermanischen
Der Grund, aus dem heute eher zu einem Nordwestgermanischen tendiert wird, ist der, dass das Gotische mehrere Archaismen bewahrt hat und jüngere Entwicklungen nicht mitgenommen hat. Dafür spricht der sog. Rhotazismus, vgl. got. weis, altnord. ver, nhd. wir, oder die Aufgabe der Reduplikation, vgl. ahd. heiʒ gegenüber got. haihait „er hieß“.

#### Gemeinsamkeiten des Ost- und Westgermanischen
Die Gemeinsamkeiten des Gotischen mit denen des Westgermanischen sind im Vergleich mit dem Altnordischen zu gering, um von einer „West-Ostgermanischen“ Übergangssprache sprechen zu können. Einzig die Klassifizierung des Langobardischen, Burgundischen oder des Suebischen führte zur Annahme eines gemeinsamen Sprachbundes.

### Verwandtschaft zu den anderen Sprachzweigen
Im 19. Jahrhundert war man aufgrund der Gemeinsamkeiten von einer näheren Verwandtschaft zwischen dem Nordgermanischen und dem Ostgermanischen überzeugt. Außerdem überlieferte Jordanes implizit, dass die Goten ihren Ursprung in Skandinavien hätten (vgl. auch Gotland), wobei die Herkunft über das Meer ein beliebter Topos in Herkunftssagen ist. Die Gemeinsamkeiten des Nord- und Westgermanischen betrachtete man als sekundäre Entwicklung: „Indessen begründen diese Übereinstimmungen keine nähere Verwandtschaft der Mundarten, sondern sind als jüngere gemeingermanische Entwicklung aufzufassen, von der das Gotische wegen seiner durch die Wanderung herbeigeführten Isolierung unberührt geblieben ist“. Im 20. Jahrhundert setzte sich die Theorie der Dreiteilung des Germanischen durch, die Friedrich Maurer mit seiner Theorie der fünf germanischen Stämme ab 1942 zu widerlegen suchte. Die Hypothese einer sogenannten gotonordischen Übergangssprache wurde 1951 von Ernst Schwarz erneut proklamiert und fand in der Folgezeit vermehrt Zustimmung, so bei Hans Krahe 1956 und Lehmann 1966. 1975 veröffentlichte Elmer Antonsen seine Theorie einer nordwestgermanischen Übergangssprache, die heute noch von vielen vertreten wird.

## Sprachen
- Bastarnisch
- Burgundisch
- Gepidisch
- Gotisch
- Herulisch
- Krimgotisch (umstritten, alternativ westgermanisch)[12]
- Rugisch
- Skirisch
- Vandalisch (Wandalisch)

Sie werden auf Stämme zurückgeführt, für die neben Ostgermanen auch die Bezeichnung Oder-Weichsel-Germanen verwendet wird.